# Annie Genevard
Annie Genevard (nacida Tharin; Audincourt, 7 de septiembre de 1956) es una política francesa que ha estado representando al departamento de Doubs en la Asamblea Nacional desde las eleccioles legislativas de 2012.  Además, ha sido secretaria general de Los Republicanos (LR) bajo los líderes del partido Laurent Wauquiez (2017-2019) y Éric Ciotti (desde 2023).  Desde el 4 de julio de 2022 hasta el 11 de diciembre de 2022, fue la líder provisional del partido tras la dimisión de Jacob, en su papel de primera vicepresidenta del partido (francés: vice-présidente déléguée), que ocupaba desde el 6 de julio de 2021.

## Biografía
Nacida en Audincourt, Genevard es hija de Irène Tharin, quien se desempeñó en la Asamblea Nacional de 2002 a 2007, representando a la circunscripción de Doubs como miembro de la Unión por un Movimiento Popular, que pasaría a llamarse Los Republicanos en 2015. Su madre fue alcaldesa de Seloncourt entre 1993 y 2015. 
Profesora de francés, Genevard fue alcaldesa de Morteau entre 2002 y 2017. 

## Trayectoria

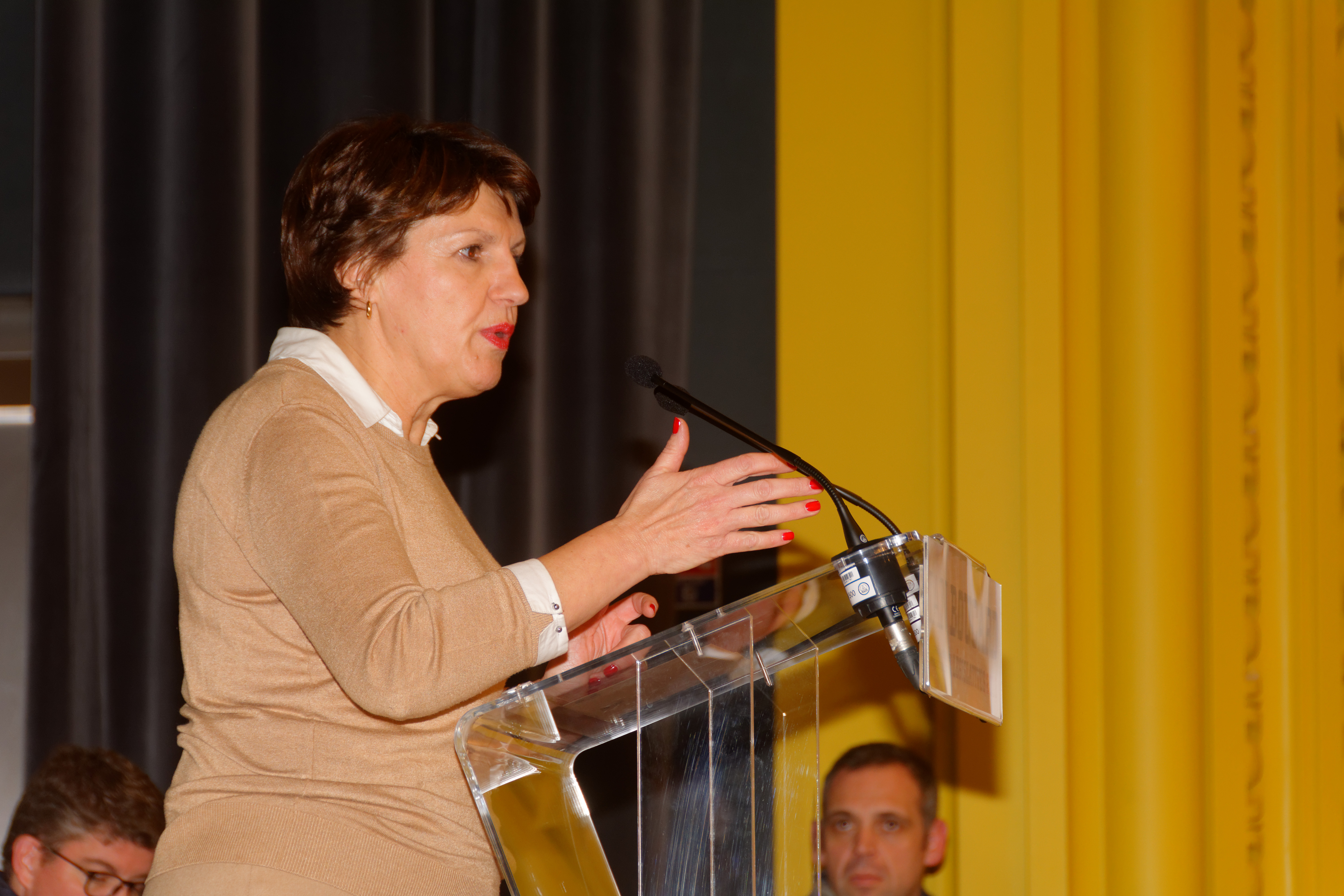
Genevard en su etapa como secretaria general del partido (2018).

Annie Genevard ha sido diputada de la Asamblea Nacional desde las elecciones legislativas de 2012, cuando obtuvo el escaño frente a Jean-Marie Binetruy, al quien también sucedió como alcaldesa de Morteau. Desde entonces, ha sido una de las seis vicepresidentas de la cámara bajo el liderazgo de François de Rugy (2017-2018) y Richard Ferrand (desde 2018). También se desempeña en el Comité de Asuntos Culturales y Educación. Además de sus asignaciones en el comité, es miembro del grupo de estudio sobre la Santa Sede.
En las Primarias republicanas de 2016 previas a las elecciones presidenciales de 2017, optó por apoyar a François Fillon como candidato del partido a la Presidencia de Francia.
En el congreso de 2017, respaldó al candidato Laurent Wauquiez como presidente del partido. Tras su elección, fue nombrada secretaria general del partido. Dejó el cargo en 2019, recién elegido presidente Christian Jacob. Su cargo de secretaria general fue ocupado por Aurélien Pradié.
En la convención nacional de los Republicanos en diciembre de 2021, formó parte del comité de 11 miembros que supervisó el selección de su candidato por el partido para el elecciones presidenciales de 2022.
De julio a diciembre de 2022, Genevard se desempeñó como presidenta interina de los republicanos después de la renuncia de Christian Jacob. Ella declinó postularse en las elecciones de liderazgo del partido y fue sucedida por Éric Ciotti en diciembre. En enero de 2023, Ciotti la nombró nuevamente secretaria general del partido.